# Herrarnas värja vid olympiska sommarspelen 1980
Herrarnas värja-tävling i de olympiska fäktningstävlingarna 1980 i Moskva avgjordes den 27-28 juli.

## Medaljörer
| Event         | Guld                   | Silver               | Brons                 |
| Värja, herrar | Johan Harmenberg (SWE) | Ernő Kolczonay (HUN) | Philippe Riboud (FRA) |

## Resultat
| Placering | Fäktare                 | Land            |
| --------- | ----------------------- | --------------- |
| 1         | Johan Harmenberg        | Sverige         |
| 2         | Ernő Kolczonay          | Ungern          |
| 3         | Philippe Riboud         | Frankrike       |
| 4         | Rolf Edling             | Sverige         |
| 5         | Aleksandr Mozjajev      | Sovjetunionen   |
| 6         | Ioan Popa               | Rumänien        |
| 7T        | Jaroslav Jurka          | Tjeckoslovakien |
| 7T        | Boris Lukomskj          | Sovjetunionen   |
| 9T        | Hans Jacobson           | Sverige         |
| 9T        | István Osztrics         | Ungern          |
| 9T        | Aleksandr Abusjachmetov | Sovjetunionen   |
| 9T        | Philippe Boisse         | Frankrike       |
| 13T       | László Pető             | Ungern          |
| 13T       | Steven Paul             | Storbritannien  |
| 13T       | Andrzej Lis             | Polen           |
| 13T       | Stefano Bellone         | Italien         |
| 17        | Greg Benko              | Australien      |
| 18        | Efigenio Favier         | Kuba            |
| 19        | Anton Pongratz          | Rumänien        |
| 20        | Patrick Picot           | Frankrike       |
| 21        | Oldřich Kubišta         | Tjeckoslovakien |
| 22        | Piotr Jabłkowski        | Polen           |
| 23        | Stéphane Ganeff         | Belgien         |
| 24        | John Llewellyn          | Storbritannien  |
| 25        | Leszek Swornowski       | Polen           |
| 26        | Octavian Zidaru         | Rumänien        |
| 27        | Heikki Hulkkonen        | Finland         |
| 28        | Marco Falcone           | Italien         |
| 29        | Angelo Mazzoni          | Italien         |
| 30        | Mikko Salminen          | Finland         |
| 31        | Jiří Douba              | Tjeckoslovakien |
| 32        | Neal Mallett            | Storbritannien  |
| 33        | José Pérez              | Spanien         |
| 34        | Kazem Hasan             | Kuwait          |
| 35        | Mohamed Al-Thuwani      | Kuwait          |
| 36        | Peder Planting          | Finland         |
| 37        | Guillermo Betancourt    | Kuba            |
| 38        | Heriberto González      | Kuba            |
| 39        | Thierry Soumagne        | Belgien         |
| 40        | Osama Al-Khurafi        | Kuwait          |
| 41T       | Dany Haddad             | Libanon         |
| 41T       | Hassan Hamze            | Libanon         |